# Ewa Kołodziejek
Ewa Kołodziejek (ur. 27 grudnia 1950 w Słupsku) – polska językoznawczyni, profesor nauk humanistycznych.

## Życiorys
W 1973 ukończyła studia polonistyczne na Uniwersytecie Wrocławskim, następnie pracowała jako nauczycielka. Od 1976 pracowała w Instytucie Zachodniopomorskim, od 1986 na Uniwersytecie Szczecińskim. W 1991 uzyskała w Wyższej Szkole Pedagogicznej im. Powstańców Śląskich w Opolu (obecnie Uniwersytet Opolski) stopień doktora nauk humanistycznych. Pracę doktorską pod tytułem Gwara środowiskowa marynarzy na tle subkultury marynarskiej napisała pod kierunkiem Janiny Węgier. Stopień doktora habilitowanego uzyskała w 2005 na Uniwersytecie im. Adama Mickiewicza w Poznaniu na podstawie rozprawy pod tytułem Człowiek i świat w języku subkultur. W roku 2014 otrzymała tytuł profesora nauk humanistycznych. 
Na Uniwersytecie Szczecińskim była m.in. dyrektorem Instytutu Filologii Polskiej (1993–1996), od 2007 kieruje Zakładem Etnolingwistyki i Kultury Języka w Instytucie Polonistyki i Kulturoznawstwa. W kręgu jej zainteresowań naukowych znajduje się m.in. kultura języka. Napisała na ten temat kilka książek, takich jak Poprawna polszczyzna w praktyce. Poradnik dla tych, którzy chcą dobrze mówić i pisać po polsku. Kieruje Poradnią Językową Uniwersytetu Szczecińskiego.
Pełni funkcję zastępcy przewodniczącego Polskiego Towarzystwa Językoznawczego, jest  również członkiem prezydium Rady Języka Polskiego.
W 2002 została odznaczona Medalem Komisji Edukacji Narodowej oraz Brązowym Krzyżem Zasługi.